# Augusta Weldler-Steinberg
Augusta Weldler-Steinberg (Pomorzany (Oostenrijk-Hongarije), 1 november 1879 - Zürich, 10 november 1932) was een Zwitserse historica en journaliste.

## Biografie
Augusta Weldler-Steinberg werd geboren in Oostenrijk-Hongarije als dochter van een joodse handelaar. Ze was een zus van Salomon David Steinberg en bracht haar jeugd door in Endingen en Luzern, alwaar zij als eerste joodse een lerarendiploma behaalde. Nadien studeerde ze geschiedenis, filosofie en Duitse literatuur aan de Universiteit van Bern, waar zij in 1902 een doctoraat behaalde met een proefschrift over de geschiedenis van de Zwitserse joden in de middeleeuwen. In 1904 gaf ze in Zürich taallessen aan Oost-Europese joden.  In 1909 huwde ze Norbert Weldler. Toen ze in Berlijn verbleef, gaf ze er werken uit van Duitse dichters, zoals Theodor Körner en van de joodse schrijfster Rahel Varnhagen. Na haar terugkeer naar Zürich richtte ze er in 1919 het joods persagentschap op en vanaf 1922 schreef ze een werk over de geschiedenis van de Zwitserse joden in de moderne tijd. Ze zou tot aan haar dood in 1932 werken aan deze publicatie, die de Zwitserse federatie van joodse gemeenschappen na haar overlijden weigerde te publiceren om politieke redenen. Het werd alsnog uitgebracht in twee volumes in 1966 en 1970.

## Werken
- Studien zur Geschichte der Juden in der Schweiz während des Mittelalters, 1902.
- Intérieurs aus dem Leben der Zürcher Juden im 14. und 15. Jahrhundert, 1959.
- Geschichte der Juden in der Schweiz vom 16. Jahrhundert bis nach der Emanzipation, volume 1, Vom Schutzbrief zur Judenkorporation, 1966.
- Geschichte der Juden in der Schweiz vom 16. Jahrhundert bis nach der Emanzipation, volume 2, Die Emanzipation, 1970.

- Gemeinsame Normdatei: 117343366
- Historisch woordenboek van Zwitserland: 023993
- International Standard Name Identifier: 0000 0001 1055 5876
- Library of Congress Control Number: n86049141
- Nationale Bibliotheek van Israël: 987007269749805171
- Nederlandse Thesaurus van Auteursnamen: 07248683X
- Système universitaire de documentation: 137479999
- Trove: 1034844
- Virtual International Authority File: 37440323
- WorldCat: E39PBJjMCj4QxdKyhcVMXWG4MP